# Orgelmuseum Santa Cecilia
Het Orgelmuseum Santa Cecilia (Italiaans: Museo degli organi Santa Cecilia) is een museum in het klooster van San Pietro all'Orto in Massa Marittima, Toscane. Het richt zich op toetsinstrumenten in het algemeen en orgels in het bijzonder.

## Geschiedenis
Het museum is ontstaan in 2002 met de oprichting van de stichting Santa Cecilia – Sint Cecilia is de patroonheilige van de muziek. De drijvende kracht erachter was de hoogleraar Lorenzo Ronzoni. Hij had de kerk laten restaureren en had er een unieke collectie oude muziekinstrumenten in ondergebracht, die bestond uit orgels uit de 16e, 17e en 18e eeuw en ook uit klavecimbels en fortepiano's. In de loop der jaren kregen de activiteiten van het museum steeds meer bekendheid in Italië en zelfs ook in het buitenland (Rusland, Duitsland).

## Gebouw
Het orgelmuseum is ondergebracht in de ruimtes van het klooster van de oude San Pietro all'Ortokerk. Deze stamt al uit 1197, maar raakte later in onbruik vanwege de bouw van de naastgelegen Sant'Agostinokerk. Ronzoni heeft een deel van het interieur laten restaureren, waarbij fragmenten van middeleeuwse fresco's aan het licht kwamen. Men vermoedt dat enkele hiervan geschilderd zijn door Ambrogio Lorenzetti, omdat ze overeenstemmen met de beschrijvingen die Giorgio Vasari gaf in zijn boek Le Vite.

## Collectie
In het museum is een verzameling kerkorgels ondergebracht die een beeld geeft van de orgelcultuur van ongeveer 1600 tot 1900.
De oudste orgels stammen uit de 17e eeuw: uit de Emilia, uit Umbrië, uit de Molise van Liberatore Pallotti en een zeldzaam draagbaar orgel (portatief) uit 1686 van de orgelbouwer Carlo Traeri. Uit de 18e eeuw stammen een Siciliaans orgel van Gaetano Platania uit 1771, een positief van Agostino Traeri (1756), een exemplaar uit Napels van Domenico Mancini (1742) en een positief uit de Emiliaanse school (1746). Uit de 18e eeuw stammen een Napolitaans orgel met koperen registerknoppen (1836) en een orgel uit Modena van Luigi Boselli.
Een deel van het museum is gericht op de historisch-technische ontwikkeling van de piano. Hiervan bevinden er zich een Italiaanse fortepiano uit 1790; een Engels fortepiano van Georgius Pether met vijf octaven uit 1790 (het eerste exemplaar van Engelse piano's); twee fortepiano's uit Wenen, een van Daniel Dörr met vijf pedalen en zes octaven uit 1820 en een van Jakob Weiss van notenhout met zes en een halve octaaf uit 1830-35; een mechanische piano met vier rollen met elk tien muziekstukken uit 1830; tot aan piano's uit de latere 19e eeuw, zoals die van Johannes Baptist Streicher met een zeven-octaafs klavier van ivoor en ebbenhout uit 1865 en een Duitse Blüthnerpiano uit 1892.
Onder de andere instrumenten van het museum bevinden zich een Italiaans klavecimbel met twee registers (eind 17e eeuw) met een olieverfschildering aan de binnenkant van de klep en een draailier van Sounier uit Parijs (midden 18e eeuw). Het museum heeft verder een grote verzameling etsen, lithografieën en prenten en een getijdenboek met antifonen (1718) van de Venetiaanse uitgever Nicola Pezzana.